# Bujinkan
La Bujinkan (武神館?) es una organización compuesta por 9 escuelas clásicas (ryūha) de artes marciales japonesas. Fue fundada por el maestro Masaaki Hatsumi (初見良昭 Hatsumi Masaaki?), que fue estudiante de Toshitsugu Takamatsu (高松寿嗣 Takamatsu Toshitsugu?).
El honbu dōjō (dojo principal) de la Bujinkan está en las afueras de Noda, en la prefectura de Chiba, en Japón.
El método de la Bujinkan se llama Bujinkan Budō Taijutsu (武神館武道体術?) y es una colección de nueve linajes marciales antiguos, conocidos como ryūha. Anteriormente, se llamó Bujinkan Ninpō Taijutsu, pero es conocido también con el nombre genérico de Ninjutsu (técnicas y tácticas utilizadas por los Ninja). Tres de las nueve escuelas que componen la Bujinkan son de Ninjutsu. Las otras seis son de Bujutsu ("arte de guerra") que comprenden artes marciales tradicionales de Japón, practicadas antiguamente por los Samuráis.
Bujinkan es una escuela tradicional de Budō, y que, siendo un arte Zen hace un estudio en conceptos propios del mismo, tal como el de fudōshin ("corazón inmutable").

## Entrenamiento
La base del entrenamiento es el taijutsu (arte del movimiento del cuerpo) y se compone de métodos de lucha con o sin armas, que busca el manejo del cuerpo entero, como un todo. Los métodos sin armas se clasifican en tres categorías: dakentaijutsu (formas de golpe), jūtaijutsu (formas de combate suaves o de luxación), y taihenjutsu (habilidades en el movimiento del cuerpo).
Gran parte del taijutsu básico que se enseña a los principiantes viene de seis de los linajes de la Bujinkan, generalmente Kotō-ryū, Gyokko-ryū, Shinden Fudō-ryū, Takagi Yōshin-ryū, Kuki Shinden-ryū, y Togakure-ryū.. Los linajes de Kumogakure-Ryu, Gyokushin-Ryu, y Gikan-Ryu son poco conocidos, pero Hatsumi Sensei continúa enseñándolos en Japón.
El currículum de la Bujinkan cubre la enseñanza en el uso de varias armas: espadas (katana, wakizashi, kodachi, shoto, tantō, tachi, o-dachi, daishō, etcétera), bastones de varias longitudes (bō, jō, hanbō), cuerda (Sageo), kusari-fundo (cadena con pesos en los extremos), yari (lanza), tessen (abanico), naginata (albarda japonesa), bisento, kyoketsu shoge, kunai, jutte y también varios tipos diferentes de shuriken (bo-shuriken, senban shuriken), entre muchas otras.
Los Practicantes de la Bujinkan Budō Taijutsu no participan en competiciones ni torneos, pues opinan que estas competiciones son impropias del verdadero arte marcial, ya que su arte se creó para sobrevivir a un combate y no para ganar trofeos y fama. Otra de las razones es que al ser un arte de guerra, gran parte de las técnicas son letales si son ejecutadas correctamente, lo que las vuelve no aptas para una competencia.

## Vestimenta
Los practicantes usan como uniforme un gi o shinobi shozoku negro, mientras que la mayoría de las otras artes del budo lo usan blanco. También se utilizan tabi, que es el calzado tradicional japonés que tiene el dedo gordo del pie separado del resto de los dedos,
El cinturón se llama obi.

## Grados
La Bujinkan Dōjō establece una serie de diez grados kyū por debajo del nivel del cinturón negro. Los Grados kyû usan cinturón (Obi (indumentaria)) blanco ("mukyu" 無級) en el primer nivel, pasando luego a verde (de "kukyu" a "ikkyu"). Las mujeres pueden utilizar cinturón rojo en lugar del cinturón verde y los menores de 12 años lo usan color amarillo. Hay 10 grados dan de cinturón negro, los cuales están divididos en tres niveles; Ten (天）, Chi (地）y Jin（人）. El último nivel, a su vez, se divide en cinco elementos (Chi (Tierra)　地, Sui(Agua)　水, Ka(Fuego)　火, Fu(Viento/Aire)　風, Ku(Vacío)　空), titulando al Shihan con el elemento y gyo happô biken, así, un Shihan que pasa el primer nivel del 10 dan, también llamado 11 dan recibe el título de Chigyo Happô biken (地形八法秘剣) hasta el Kûgyo happô biken(空形八法秘剣) también llamado 15° dan
Además del cinto, los practicantes usan un escudo o mon　紋 (que traduce emblema o cresta)con el kanji "bujin"（武神）que traduce dios guerrero, el cual representa el grado que tienen. Una persona que ha obtenido el 10.º "dan" en el Bujinkan es llamado "Shihan". Según las reglas de la Bujinkan Dojo, solo los verdaderos Shihan recibirán el 15º "dan", por lo cual Shihan es a partir de 15º Dan, actualmente Hatsumi Sensei está otorgando grados de Dai Shihan y de Yushu Shihan.
Para recibir el cinturón negro del quinto grado, "godan", y así convertirse en un instructor con licencia ("Shidoshi"), los practicantes se someten a una prueba supervisada por el sōke para establecer si pueden detectar la presencia del peligro y evadirla, considerada como una habilidad fundamental para la supervivencia. Esto se llama la prueba del sakki (sakki test).
El nivel de "Shidoshi" da derecho a abrir su propio dōjō, y a otorgar grados hasta cuarto dan. Un "Shidoshi" debe entrenar con un "Shihan". Un practicante poseedor de 1.er a 4.º "dan" puede abrir un "dōjō" o crear un grupo de entrenamiento bajo supervisión de un "Shidoshi". A esta persona se le denomina "Shidoshi-Ho".
Además del sistema de grados kyū/dan, unos cuantos practicantes de alto nivel, han adquirido certificados "menkyo kaiden", que representan la maestría en un linaje en particular, o de una sección del mismo. Los "menkyo kaiden" esencialmente establecen que el practicante ha aprendido todo lo que hay que aprender sobre el linaje/sección en particular.

## Escuelas de Bujinkan Budō Taijutsu
- Gyokko-ryū Kosshijutsu (玉虎流骨指術)
- Kotō-ryū Koppōjutsu (虎倒流骨法術)
- Shinden Fudō-ryū Dakentaijutsu (神伝不動流打拳体術)
- Takagi Yōshin-ryū Jūtaijutsu (高木揚心流柔体術)
- Kuki Shinden-ryū Happō Bikenjutsu (九鬼神伝流八法秘剣術)
- Gikan-ryū Koppōjutsu (義鑑流骨法術)
- Togakure-ryū Ninpō (戸隠流忍法)
- Gyokushin-ryū Ninpō (玉心流忍法)
- Kumogakure-ryū Ninpō (雲隠流忍法)

## Bujinkan en Latinoamérica
- Venezuela: Fue traído a este país por el shidoshi Manuel Millán y el instructor Livio Girotto. Manuel Millán se interesó por el ninpo en la década de los 80's por lo que decidió viajar a España y entrenar con shidoshi Rui de Mendoza en el año 1985. Fue así como el shidoshi Manuel Millán funda en enero de 1986, el primer dojo de ninjutsu que la Bujinkan tendría en Venezuela, en la ciudad de Maracay en el estado Aragua, para más tarde iniciar operaciones en Caracas en el año 1987 fecha en la que paralelamente a la Bujinkan Dojo inicio entrenamientos con el sensei Tetsuya Higuchi. Desde 1995 a 2003 Bujinkan siguió creciendo de la mano de Dai Shihan Daniel Hernández y su entonces alumno Shihan Joel Oxford. Hoy día sobresalen los shihanes Liberto Gala Mitxelena con su dojo en Maracay y Rafael Franco, con su dojo en Caracas quienes constantemente viajan a Japón a entrenar con el soke Hatsumi y con el Daishihan Pedro Fleitas, transmitiendo lo más pura posible las enseñanzas del Soke Hatsumi.
- Colombia: Fue traído a este país por el shidoshi argentino Jorge Goldenstein, autor del libro NINJAS, el arte de las sombras. Luego de su partida a Brasil quedaron sus alumnos el Dai Shihan Arnoby Sinam y el Shihan Alejandro Estrada encargados de la expansión del Ninjutsu en Colombia. En 1995 el Dai Shihan Daniel Hernández impartió su primer seminario, llevado a Colombia por su entonces alumno Gustavo Sanin. El Dai Shihan Arnoby Sinam, Shihan Alejandro Estrada y Shihan Yaneth Fragozo, quienes difunden las enseñanzas desde los inicios de la Bujinkan en Colombia, son hoy día los instructores más antiguos y con más recorrido de la Bujinkan en Colombia. Ellos iniciaron en 1993 y fundaron sus academias, Arnoby Sinam en Cúcuta y Pamplona en 1994, Bucaramanga en 2005, Yaneth Fragozo en Valledupar 2004 y Alejandro Estrada en Bogotá en 1.999. Hoy surgen nuevas generaciones que viajan a Japón, entre los que sobresalen el Dai Shihan David Palau y el Dai Shihan Alejandro Diaz en la ciudad de Bogotá, entre otros, quienes se han propuesto transmitir el arte del gran Soke Hatsumi, con la ayuda de muchos Shidoshi y Shidoshi-ho, en toda Colombia. Un trabajo que está dando frutos y el arte se expande poco a poco bajo los lineamientos y preceptos de respeto, humildad, amor y honestidad.
- Costa Rica: En septiembre del 2004 Bujinkan fue introducido en el país por el Shihan Sergio Salas Arce y desde ahí la Bujinkan ha crecido con la aparición de nuevos dojos. Actualmente el país cuenta con el shihan Christopher Vaglio y varios shidoshi debidamente inscritos y reconocidos por el honbu Dojo en Japón como Luis Quijano y Jonathan Krieg.En el año 2024 en el aniversario número 20 de Bujinkan Costa Rica se celebró por primera vez el godan Test en el territorio nacional, con la colaboración del Dai Shihan Carlos Bautista, dónde se aprobaron a los Shidoshi Cipriano Ardón, José Mario Benavides y Jorge Quirós y como dato importante Laura Salazar obtuvo el Cinturón Negro convirtiéndose en la primera mujer en Costa Rica en lograr tal honor, todos ellos alumnos del Shihan Sergio Salas, dando a Costa Rica una nueva generación de instructores.
- El Salvador: El shihan Luis Bernal abrió el primer dojo Bujinkan en Centroamérica en 1993 el cual sigue activo y de ahí han salido varios instructores para todo el país.
- Panamá: Fue introducido en el país por el shihan Fernando Fabrega oficialmente en el 2004. En el 2010 arriba al país el Shihan Pablo Rocchetta quien comienza a compartir sus experiencias basadas en los viajes realizados a Japón y su entrenamiento en argentina con el Dai Shihan Maximiliano Rosatti.
- Honduras: Fue introducido en el país por el shidoshi Carlos Castro en 2004.
- Guatemala: Fue introducido en el país por el shidoshi-ho Edwin Reyes en 2002.
- Perú: Fue introducido en el país por el Dai Shihan Juan Ramón Rodríguez Flores en 1985.
- Chile: Fue introducido al país por Dai Shihan Daniel Hernández impartiendo numerosos Seminarios organizados por Efrain Frias y Guillermo Montes quienes en ese momento formaban parte de Bujinkan, hoy en día Dai Shihan Daniel Hernández continúa la difusión al igual que otros Dai Shihan como Maximiliano Rosatti, Nestor Iscovi y Pedro Fleita. En estos momentos Chile cuenta con expositores de gran nivel como los Dai Shihan Patricio Ahumada y Arturo Sandoval en la ciudad de Santiago y el Dai Shihan Jorge Frías Pertierra en la ciudad de Antofagasta, quienes realizan un arduo trabajo en pos de la difusión de la Bujinkan en el paìs.
- Brasil: El Señor Jorge Goldestein lo introduce en Brasil (año desconocido). En el año 1995 Dai Shihan Daniel Hernández imparte sus primeros Seminarios organizados por su alumno Shihan Miguel Greg Santos, a partir de entonces realiza Seminarios todos los años en Río de Janeiro, São Paulo, Belo Horizonte, Blumenao, Curitiva, Porto Alegre, Caxias. En el norte del país Dai Shihan Carlos Etchegaray también difunde el arte en las ciudades de Victoria, Fortaleza, así mismo se encuentra el Shihan Galleni Junior en Sao Paulo, el Shihan Victor Passos en Río de Janeiro,  y el Dai Shihan Marcio Deshi también en Sao Paulo. Hoy en día también los nuevos Shihan viajan a Japón y continúan con la difusión.
- Uruguay: Fue introducido al país por Dai Shihan Daniel Hernández en 1996, impartiendo numerosos Seminarios organizados por Richard Correa que en ese momento formaba parte de Bujinkan.
- Bolivia: Fue introducido en 2001 desde Chile por Efraín Frias  (quien en ese momento formaba parte de bujinkan) y posteriormente, gracias al trabajo de los buyu Marcelo Cárdenas y Roller Ibañez

(quienes también formaban parte de Bujinkan), se desarrollaría una base que daría inicio a los cimientos de Bujinkan en el país en las ciudades de Santa Cruz y Cochabamba. Finalmente en 2011 con el apoyo y tutela de Dai Shihan Nestor Iscovi (Argentina), se establece formalmente la Bujinkan en ambas ciudades donde cuentan con Shidoshi debidamente reconocidos y avalados por Bujinkan Honbu Dojo. Actualmente Bujinkan en Bolivia se encuentra en crecimiento habiendo ya varios Shidoshi-ho.
- Argentina: En 1986 el primer argentino en practicar ninjutsu, Jorge Goldestein organiza un Seminario en Chapadmalal - Mar del Plata dictado por Luis Cebreiro que con un 2 Dan ya pertenecía a Bujinkan, a dicho Seminario asistieron Dai Shihan Daniel Hernández y Dai Shihan Carlos Etchegaray. Jorge Goldestein continua con la enseñanza del arte, siendo uno de los primeros practicantes el Shidoshi Ho Jose Luis Aiello. En 1988 Dai Shihan Daniel Hernández viaja a España donde se convierte en alumno de Ruy de Mendoza y posteriormente en 1990 Dai Shihan Daniel Hernández y Dai Shihan Carlos Etchegaray viajan a España (Torre molinos) donde se convierten en alumnos de Hatsumi Sensei. A través de los años Dai Shihan Daniel Hernández y Dai Shihan Carlos Etchegaray participan en el mundo de más de 20 Tai Kai de Hatsumi Sensei y viajan a Japón quedándose meses para absorber la mayor cantidad de conocimientos posibles y luego volcarlos en los que fueran sus alumnos. Con el pasar de los años nuevas generaciones fueron formándose como nuevos difusores de Hatsumi Sensei y hoy se cuenta con varios exponentes,  Dai Shihan Maximiliano Rosatti, Dai Shihan Nestor Iscovi, Dai Shihan Nicolas Sartoris, Dai Shihan Nicolas Pico, Dai Shihan Sebastian Castelletti, Dai Shihan Silvina Quiroga, Dai Juan Manuel Gutierrez, Dai Shihan Marcelo Ferraro, Dai Shihan Guillermo Iglesias, Dai Shihan Rodrigo Guardia, Dai Shihan Alejandro Garcia, Dai Shihan Christian Petrochello

- República Dominicana: Introducido por el Dai Shihan Silvio Herasme y el Shidoshi Ho Abner Cruz en el año 2012.

## Crítica de veracidad histórica
Un Togakure-ryū moderno y varias escuelas teóricamente históricas son enseñadas por Masaaki Hatsumi (sucesor de Takamatsu) y por la organización Bujinkan. Han surgido críticas sobre la veracidad histórica del linaje de Bujinkan a raíz de las declaraciones en el Bugei Ryūha Daijiten:
- La edición de 1978 del Bugei Ryūha Daijiten declara que 'la genealogía del Togakure-ryū de Takamatsu recurre a la modificación y embellecimiento para referirse a los datos y kuden, sobre personas cuya existencia se basa en la tradición y documentos escritos, para hacer parecer a la escuela más antigua de lo que realmente es"
- La edición de 1969 del Bugei Ryūha Daijiten declara que 'la genealogía del Togakure-ryū de Takamatsu es una genealogía recientemente creada por el mismo Takamatsu Toshitsugu, quien hizo uso de la popularidad de documentos escritos sobre ninjutsu tras la era Taishō' y que 'hay muchos puntos donde se han modificado y embellecido, haciendo que personas, cuya existencia real se basa en registros escritos, más vieja de lo que realmente era, resultando un producto de trabajo considerable'.
- La edición de 1963 del Bugei Ryūha Daijiten declara que 'la genealogía del Togakure-ryū de Takamatsu hace referencia a varios registros escritos y transmisiones orales y que hay muchos puntos y elementos modificados y embellecidos, así como muchas personas añadidas para hacer parecer que el linaje es más antiguo de lo que realmente es'.

Pese a la historicidad indiscutible de varias escuelas de Bujinkan (como Takagi Yoshin Ryu o Kukishinden Ryu) existen numerosas críticas y sospechas sobre la veracidad histórica de otras escuelas, principalmente Togakure Ryu, que algunas fuentes externas señalan en la dirección contraria a las afirmaciones de la Bujinkan y de Masaaki Hatsumi.